# Вежді Рашидов
Вежді Летіф Рашидов (болг. Вежди Летиф Рашидов, тур. Vecdi Latif Raşidoğlu; нар. 14 грудня 1951, Димитровград) — болгарський педагог і політик турецького походження, депутат Народних зборів. Голова Народних зборів з 21 жовтня 2022 року. Міністр культури у 2009—2013 та 2014—2017 роках в урядах Бойка Борисова. Член-кореспондент Болгарської академії наук (АНБ) з 2004.

## Біографія
Закінчив Національну художню академію у Софії. З 1981 року представляє свої скульптури на виставках за межами Болгарії. У 1984 році він взяв участь у виставці Art Basel, а у 1993 році встановив постійну співпрацю з галереєю Жана-Поля Віллена з Парижа. У тому ж році він став членом Європейської академії мистецтв. Його роботи експонувалися, зокрема, до Туреччини, Південної Кореї, Японії та Музею Людвіга у Кельні і в Пушкінському музеї у Москві. Протягом багатьох років він жив і працював в Берліні.
Брав участь у діяльності соціального руху Громадяни за європейський розвиток Болгарії (ГЄРБ), який потім перетворився на політичну партію.
21 жовтня 2022 року обраний головою Народних зборів Болгарії.